# Dancing Queen
"Dancing Queen" é uma canção gravada pela banda sueca ABBA em 1975 e lançada em 1976 como parte do álbum Arrival. A canção seguiu o outro hit da época, "Fernando" e é considerada um dos maiores sucessos da década de 1970. O vocal principal foi compartilhado por Agnetha Fältskog e Anni-Frid Lyngstad e letra e melodia foram compostas por Benny Andersson, Björn Ulvaeus e Stig Anderson.
"Dancing Queen" estreou durante as celebrações do casamento do rei Carlos XVI Gustavo da Suécia e Silvia Sommerlath. Após o lançamento, a canção atingiu o topo das paradas na Europa, África e Oceania em abril de 1977, além de se tornar o primeiro número um do grupo na Billboard Hot 100. Com boas críticas, gravação de videoclipe, apresentações em programas de televisão ao redor do mundo e sua inclusão na turnê de 1977, a canção ficou muito popular e se tornou um dos singles mais vendidos do quarteto. Tanto, que em 2009 o grupo britânico Phonographic Performance Limited colocou "Dancing Queen" em oitavo lugar numa listagem com as 75 músicas mais tocadas no Reino Unido nos últimos 75 anos.
O single está incluído em vários álbuns de compilações do ABBA (como ABBA Gold: Greatest Hits, Greatest Hits Vol. 2, The Definitive Collection) além de ser utilizada em vários filmes e programas de TV, ao mesmo tempo que é lançado novas versões gravadas por outros artistas. Atualmente, é considerada a canção mais conhecida do grupo e vários críticos a identificam como uma das melhores em seu gênero.

## História

### Composição
"Dancing Queen" é uma canção de gênero pop e dance, embora muitos críticos e publicitários da música classificam-a também como uma canção disco, apesar de não conter vários elementos distintivos deste gênero. A melodia é composta em um compasso 4/4, em tonalidade de lá maior e um ritmo de 100 batidas por minuto.
A composição é baseada em um ostinato. Dentro da melodia da canção se destaca o uso de um instrumento de cordas, o ritmo de um piano acústico e percussão de destaque, dando-lhe uma característica bastante complexa. Fältskog e Lyngstad como líderes vocais, podem ser consideradas um exemplo de harmonia vocal. A introdução da canção, um glissando realizado no piano, é considerada uma das melodias mais conhecidas da música pop. Outro aspecto incomum, mas não exclusivo dentro das características de uma típica canção pop, é que embora contenha o clássico verso-refrão-verso, "Dancing Queen" começa diretamente com o refrão.
Desde o início, "Dancing Queen" foi concebida como uma música dançante e animada, que cumpriu com as novas tendências dentro da música disco e dance. Os compositores tinham como principal inspiração a canção de 1974,
"Rock Your Baby" de George McCrae, além da influência rítmica do álbum de 1972, Gumbo, do Dr. John.
A letra é simples e fala sobre uma jovem de dezessete anos que gosta de dançar e tem uma noite divertida. Ela é a "rainha da dança", além de ter vários pretendentes e ser popular entre os homens. A crença popular de que a música foi composta em homenagem à Rainha da Suécia, Silvia Sommerlath, é dita totalmente falsa pelo grupo.

### Produção e gravação
No verão de 1975, o grupo estava promovendo o seu álbum ABBA, com o lançamento do single "SOS", além de outros projetos individuais. Como muitos dos artistas mais famosos da década de 1970 lançavam um novo material a cada ano, o grupo decidiu continuar essa tendência, e em agosto de 1976 começaram com o processo de composição. Como revelado em entrevistas posteriores, Benny Andersson e Bjorn Ulvaeus iniciavam as sessões de composição alguns dias antes de entrar no estúdio, começando o trabalho em uma pequena cabana nos arredores de Estocolmo, com apenas uma guitarra e um piano.
Em 4 de agosto de 1975, Andersson e Ulvaeus ingressaram-se nos estúdios Glen, nos subúrbios de Estocolmo para trabalhar em três novas músicas. A primeira, "Tango", acabou se tornando "Fernando"; a segunda faixa, "Olle, Olle" nunca foi concluída e a terceira composição ficou conhecida como "Boogaloo". Embora a gravação ainda estava no processo de composição, o grupo notou o potencial que ela tinha:
| “ | Benny voltou para casa com uma fita contendo a faixa e tocou para mim. Era tão linda que comecei a chorar. | ” |

Depois de várias correções feitas a esta última faixa, Stig Anderson, empresário do grupo, e Ulvaeus, adicionaram letras à canção e por fim, tomou o nome de "Dancing Queen". Em setembro, Lyngstad e Fältskog acrescentaram suas vozes para a gravação. No entanto, demorou vários meses para a canção ficar totalmente concluída. Depois de uma série de acordos que incluiu o toque de vozes, a técnica wall of sound e a eliminação de um verso inteiro, a canção foi completada em dezembro do mesmo ano.

## Lançamento
O ABBA tinha planejado lançar um novo single em março de 1976, mas a pedido do empresário, "Fernando" foi escolhida para ser lançada primeiro do que "Dancing Queen", apesar do fato de que desde a conclusão do trabalho na gravação da música, o quarteto já imaginava que ela tinha potencial para se tornar um hit em todo o mundo.
| “ | Muitas vezes, é difícil saber qual música será um sucesso. "Dancing Queen" foi uma exceção. Todos sabíamos que [o sucesso] seria enorme. | ” |

Em 18 de junho de 1976, como parte de uma gala musical para celebrar o casamento do rei Carlos XVI Gustavo e Silvia Sommerlath, o ABBA se apresentou na Ópera Real da Suécia em Estocolmo para estrear sua nova canção. Oficialmente, a canção foi publicada na Suécia como um single em 16 de agosto, que foi quando saiu a primeira extração do álbum Arrival. Outro tema do mesmo álbum: "That's Me" foi colocada como lado B do single.
Contudo, a canção já tinha sido apresentada pelo grupo em dois outros programas de TV. A primeira apresentação foi na Alemanha, no especial The Best of ABBA (Musikladen Extra); e a segunda, foi para o especial The Best of ABBA/ABBA Down Under. Nos dois meses seguintes, "Dancing Queen" atinge os mercados da Europa, África, Oceania e América Latina. Por sua vez, a gravadora do grupo na América do Norte, Atlantic Records, decidiu adiar o seu lançamento até dezembro de 1976; a Discomate fez o mesmo no Japão, onde "Dancing Queen" não foi lançada até meados de 1977.
A capa para o single de "Dancing Queen" foi criada por Ola Lager, que produziu a maioria das capas de álbuns e singles do quarteto. Esta capa, na qual os membros do ABBA estão posando com roupas pretas e chapéus brancos (daí é conhecida como "a foto do chapéu branco"), se tornou uma das fotos favoritas do grupo, enquanto foi uma das mais utilizadas em todo o mundo. No entanto, um dos aspectos mais importantes da capa é que "Dancing Queen" foi o primeiro single lançado com o logo oficial do grupo, desenhado por Rune Soderqvist.
No início de 1980, após o sucesso de "Chiquitita", o grupo decidiu gravar um álbum de suas melhores canções conhecidas inteiramente em espanhol, e entre os temas eleitos para o disco foi "Dancing Queen". Em 8 de janeiro de 1980, Fältskog e Lyngstad começara a gravar "Dancing Queen", com a tradução de Mary e Buddy McCluskey, executivos da RCA Records Argentina, e com a ajuda da jornalista Ana Martinez del Valle. A versão em espanhol da canção foi publicada pela primeira vez em meados de 1980 como parte do álbum Gracias Por La Música. No entanto, na compilação ABBA Oro: Grandes Éxitos, a faixa foi remasterizada e lançado sob o título "La Reina Del Baile" que foi incluída nas compilações seguintes.
Em 1992, dez anos depois que o grupo se separou, o lançamento do álbum Abba-esque do Erasure, despertou um novo interesse do público pela música, assim a PolyGram, que tinha recentemente adquirido os direitos para as músicas do ABBA, decidiu lançar uma nova compilação global, que foi intitulada ABBA Gold: Greatest Hits. Para promovê-lo, foi preparado o relançamento de "Dancing Queen" como primeiro single. O vídeo da canção foi reeditado e o single foi lançado em alguns países da Europa e Oceania, chegando a entrar em várias paradas musicais. Da mesma forma, "Dancing Queen" foi escolhida como single para promover outros lançamentos do grupo, como caixas de coletâneas, DVDs e compilações; também foi usada para promover o musical Mamma Mia! e sua adaptação para o cinema.

### Promoção
Após o lançamento de Arrival, o grupo excursionou apresentações na televisão em vários países, incluindo Suécia, Polónia, EUA, Canadá, Alemanha, Reino Unido, Holanda e Espanha, onde eles interpretaram músicas de seu novo álbum incluindo "Dancing Queen". Nos últimos anos, tornando-se uma das músicas mais famosas do grupo, ocasionalmente foi adicionada à lista de canções que o ABBA interpretou em turnês para promovê-los na televisão. Nenhuma dessas apresentações foi totalmente ao vivo, em muitas delas, foi usada a sincronia labial.
"Dancing Queen" foi incluída nas duas turnês mundiais do grupo e nas duas vezes foi apresentada no final do show, na parte do bis. Na turnê pela Europa e Austrália em 1977, foi interpretada no final das cenas do mini-musical "The Girl with the Golden Hair"; o ABBA: The Movie mostra uma apresentação completa de um dos concertos do grupo na Austrália. Da mesma forma, uma apresentação sobre a turnê de 1979 gravada em Londres, foi lançada como parte do documentário ABBA In Concert.

### Videoclipe

O videoclipe de "Dancing Queen" mostrava o quarteto intepretando a música diante de uma plateia.

O vídeo de "Dancing Queen" foi gravado em 2 de fevereiro de 1976, no clube "Alexandra", uma antiga discoteca localizada no centro de Estocolmo. Dirigido por Lasse Hallström, o mesmo que dirigiu a maioria dos vídeos do grupo, o vídeo mostra o quarteto executando a canção diante de uma platéia que dança a música. Os quatro vestem trajes elaborados com veludos marrons (Fältskog e Andersson) e verde (Ulvaeus e Lyngstad), enquanto as duas líderes vocais interpretam uma coreografia simples.
Em 1992, com o relançamento do single, foi publicado um vídeo retocado muito parecido com o original. Dois anos depois, foi criado um novo vídeo para promover o filme Muriel's Wedding, com trechos do filme e outros vídeos da banda, semelhante ao desenvolvido para "Lay All Love Your on Me". Todos esses vídeos foram reeditados e lançados em DVD em vários lançamentos, incluindo ABBA Gold, The Definitive Collecion, ABBA: 16 Hits, e Number Ones.

## Recepção crítica
No geral, "Dancing Queen" recebeu boas críticas. Em muitas, foi afirmado que a música era uma das melhores produções do grupo, e uma das melhores músicas disco. Donald A. Guarisco do site Allmusic disse que "é uma canção cuja sinceridade e pureza musical permitiu-lhe sobreviver o fenômeno disco e tornar-se um padrão dance-pop". Em relação com a música disco, a crítica de Arrival feita por Robot A. Hull da revista Creem dizia: "Claro, "Dancing Queen" já se tornou um disco clichê, mas a utilização das cordas nesta gravação o faz ignorar os ritmos que já estão fora de moda."
Para a revista Billboard, a música não parecia boa no início, porque, em sua crítica ao single em 1976, foi publicado que "embora a música do ABBA seja boa, as letras têm um temperamento considerável, tratando da experiência de tentar ser jovem com uma grande beleza aos 17 anos, sob o globo da discoteca". No entanto, três anos depois, em sua crítica à compilação Greatest Hits Vol. 2, afirmaram que "Dancing Queen" "é um dos melhores singles já produzidos na década de 1970."
A revista Rolling Stone a descreveu como "um clássico do ABBA, "[Dancing] Queen" foi uma sobremesa feita a partir de uma melodia sublime e harmoniosa pop-ópera". O crítico inglês Adrian Denning afirmou que "esta é a canção do ABBA onde não é simplesmente boa, mas sim, uma perfeição do pop... "Dancing Queen" é uma canção onde a música e os vocais definem uma perfeita harmonia uns com os outros." George Starostin, um crítico de música russa, apontou "Dancing Queen" como a melhor música do álbum Arrival, e ao mesmo tempo disse que era uma das melhores melodias do grupo.

## Desempenho comercial
"Dancing Queen" é um dos singles mais bem sucedidos comercialmente que o grupo já lançou, vendendo mais de três milhões de cópias em todo o mundo durante o seu lançamento original. Também alcançou o número um nas paradas musicais em dezessete países diferentes. No Reino Unido, o single permaneceu 15 semanas dentro da lista UK Singles Chart, seis delas em primeiro lugar; neste país, foi vendido mais um milhão de cópias do single. Na Suécia, a canção ficou 14 semanas em primeiro lugar, estabelecendo um recorde para a época. Também alcançou o topo na Bélgica, Holanda, Alemanha, Irlanda e Noruega.
Nas duas paradas de rádios africanas disponíveis na década de 1970, o single também alcançou a primeira posição, semelhante ao que aconteceu no México, Nova Zelândia e Austrália. Neste último país, "Dancing Queen" ficou oito semanas no número um na lista elaborada pelo ARIA com uma certificação de vendas resultante na premição de um disco de ouro vinte vezes.
Depois de seu lançamento, "Dancing Queen" tornou-se o único single do ABBA a alcançar o número um na Billboard Hot 100 dos Estados Unidos, com vendas de mais de um milhão de cópias, creditando ao grupo um disco de ouro. Foi também a única música do grupo que conquistou a parada musical RPM do Canadá. No Japão, "Dancing Queen" se tornou o segundo single do quarteto a entrar dentro das primeiras vinte posições na lista nacional de singles, vencendo por sua vez, a parada musical internacional, ambas feitas pela Oricon.
"Dancing Queen" foi relançada várias vezes, principalmente para promover o lançamento de novas compilações de hits do grupo. No entanto, o relançamento de 1992 foi o mais bem sucedido, conseguindo colocar a música nas paradas em vários países, 16 anos após sua publicação original. Também em 2008, com a estréia do filme Mamma Mia!, musical baseado em canções do grupo, a canção entrou nas paradas da Austrália e Reino Unido, graças aos downloads digitais.

## Faixas
Single (1976)
Faixas escritas por Benny Andersson, Björn Ulvaeus e Stig Anderson.
| N.º | Título          | Duração |  |
| 1.  | "Dancing Queen" | 3:51    |  |
| 2.  | "That's Me"     | 3:17    |  |

Single de CD (1992)
Faixas escritas por Benny Andersson e Björn Ulvaeus, exceto onde indicado.
| N.º | Título                                                      | Duração |  |
| 1.  | "Dancing Queen" (escrita por Andersson, Ulvaeus e Anderson) | 3:51    |  |
| 2.  | "Lay All Your Love on Me"                                   | 4:36    |  |
| 3.  | "The Day Before You Came"                                   | 5:54    |  |
| 4.  | "Eagle"                                                     | 5:53    |  |

## Posições nas paradas
| País            | Parada musical                                      | Posição |
| --------------- | --------------------------------------------------- | ------- |
| África do Sul   | Top 20 Singles                                      | 1       |
| Alemanha        | Media Control Charts                                | 1       |
| Austrália       | ARIA Singles Chart                                  | 1       |
| Áustria         | Top 40 Singles                                      | 4       |
| Bélgica         | Ultratop 40 Ultratop 50                             | 1       |
| Canadá          | Canadian Hot 100                                    | 1       |
| Costa Rica      | Costa Rica Top 100                                  | 1       |
| Espanha         | Top 50 Singles                                      | 10      |
| Estados Unidos  | Billboard Hot 100                                   | 1       |
| Europa          | Eurochart Hot 100                                   | 1       |
| Finlândia       | YLE Top 40                                          | 3       |
| França          | French Singles Chart                                | 4       |
| Irlanda         | Irish Singles Chart                                 | 1       |
| Itália          | Top 50 Singles                                      | 14      |
| Japão           | Oricon International Singles Oricon Top 100 Singles | 1 19    |
| México          | Top 100 International Singles                       | 1       |
| Noruega         | VG-lista                                            | 1       |
| Nova Zelândia   | RIANZ Top 50                                        | 1       |
| Países Baixos   | Dutch Top 40                                        | 1       |
| Reino Unido     | UK Singles Chart                                    | 1       |
| Rodésia         | Top 100 Singles                                     | 1       |
| Suécia          | Sverigetopplistan                                   | 1       |
| Suíça           | Hitparade                                           | 3       |
| União Soviética | URSS Singles Airplay                                | 1       |

| País          | Parada musical       | Posição |
| ------------- | -------------------- | ------- |
| Alemanha      | Media Control Charts | 22      |
| Austrália     | ARIA Singles Chart   | 37      |
| Bélgica       | Ultratop 40          | 16      |
| Irlanda       | Irish Singles Chart  | 9       |
| Noruega       | VG-lista             | 5       |
| Nova Zelândia | RIANZ Top 50         | 14      |
| Países Baixos | Dutch Top 40         | 15      |
| Reino Unido   | UK Singles Chart     | 16      |
| Suécia        | Sverigetopplistan    | 15      |

| País          | Parada musical     | Posição |
| ------------- | ------------------ | ------- |
| Austrália     | ARIA Singles Chart | 58      |
| Reino Unido   | UK Singles Chart   | 89      |
| Coreia do Sul | Gaon Chart         | 95      |

| Organização | Certificação | Vendas    |
| ----------- | ------------ | --------- |
| ARIA        | 13× Platina  | 1.000.000 |
| RIAA        | Platina      | 1.100.000 |
| RIAJ        | Ouro         | ?         |
| RIANZ       | Platina      | 20.000    |
| BPI         | 3× Platina   | 1.100.000 |

## Legado

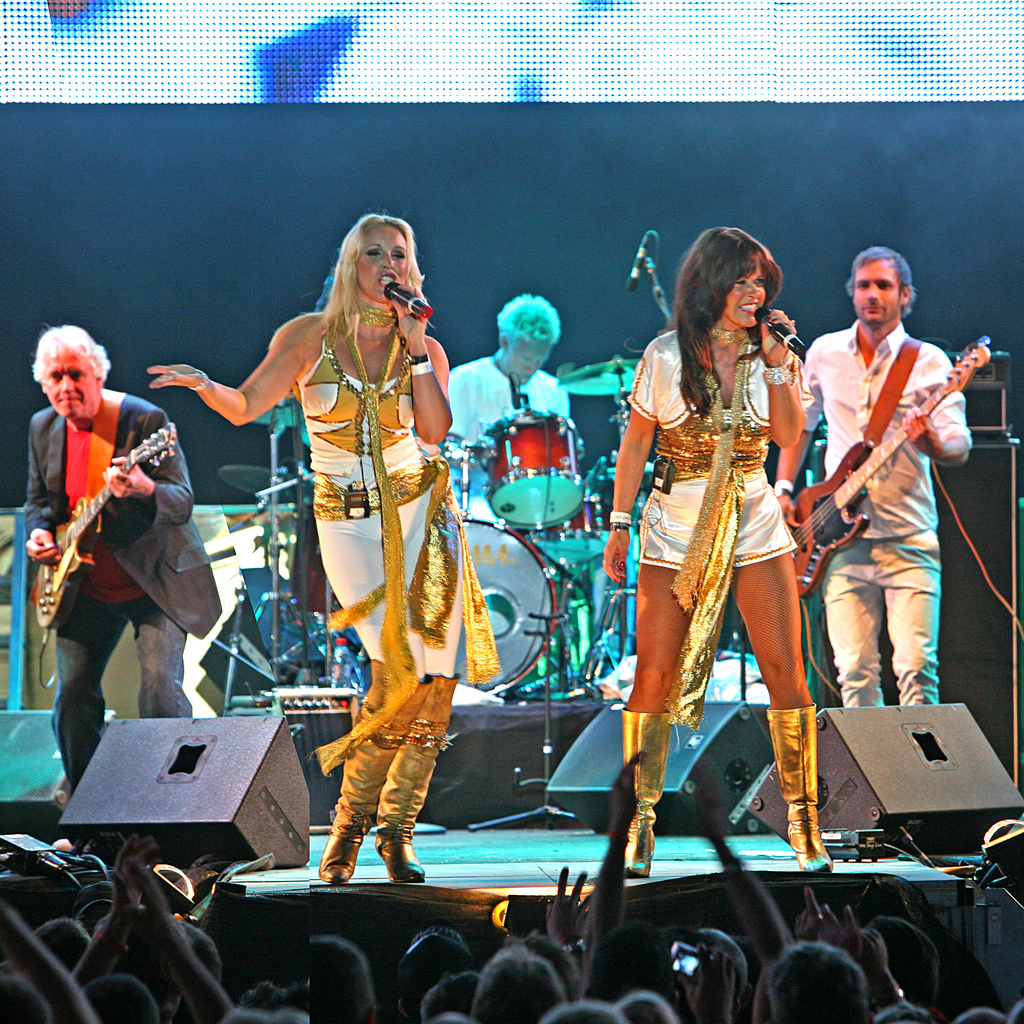
Diferentes bandas tributo gravaram sua própria versão de "Dancing Queen".

Depois de seu lançamento, "Dancing Queen" se tornou um dos singles de maior sucesso do grupo e ao longo do tempo tornou-se sua canção assinatura, além de ser considerada uma das melhores músicas de seu gênero. Conseguiu a 171ª posição em uma lista feita pela revista Rolling Stone com as 500 melhores canções de todos os tempos, além de ser uma das canções que foram mais tocadas na rádio do Reino Unido. Por outro lado, em vários sites dedicados ao grupo, é muitas vezes escolhida como a melhor canção do ABBA. Também é considerada representativa da comunidade LGBT. Foi utilizada no Glee.

## Créditos
Os créditos de "Dancing Queen" mostram uma equipe igualada referente aos outros trabalhos do grupo.
- Vocais: ABBA.
- Produtores: Benny Andersson e Björn Ulvaeus.
- Engenharia de som: Michael B. Tretow.
- Baixo: Rutger Gunnarsson.
- Bateria: Roger Palm e Malando Gassama.
- Guitarra: Björn Ulvaeus.
- Teclado e sintetizador: Benny Andersson.
- Violino: Sven-Olof Walldoff.